# Велика Бурімка
Вели́ка Бурі́мка — село в Україні, у Чорнобаївській селищній громаді Золотоніського району Черкаської області. Розташоване за 25 км від центру громади — селища Чорнобай та за 74 км від обласного центру — міста Черкаси.

## Географія
У селі розташований Великобурімський парк — пам'ятка садово-паркової архітектури загальнодержавного значення. Велика Бурімка розташована на високій терасі правого берега річки Сула. Площа села — 385 га.

## Господарство
У селі розташоване фермерське господарство «Маяк», яке обробляє 5043 га земельних угідь, з яких рілля становить 3769 га. Основний напрям господарства — вирощування зернових культур та м'ясо-молочне скотарство. Серед зернових культур найбільше вирощується пшениця, жито, ячмінь, кукурудза, гречка та просо. Серед технічних — цукрові та кормові буряки, коноплі, соняшник. У селі розташований також і держплемзавод, за яким закріплено 2262 га землі, з яких рілля становить 626 га. Основний напрям господарства — вирощування племінних свиней та корів.
Соціальна сфера представлена середньою школою, двома дитячими садочками, тут є центральний будинок культури на 500 місць, музей історії села, 1 бібліотека, лікарська амбулаторія, аптека, пошта, банкомат «Авль», майстерні.

## Населення
Згідно з переписом УРСР 1989 року чисельність наявного населення села становила 2380 осіб, з яких 977 чоловіків та 1403 жінки.
Чисельність населення — 1932 особи (станом на 1 січня 1996 року) у 985 дворах.
За переписом населення України 2001 року в селі мешкало 1967 осіб.

### Мовний склад
Рідна мова населення за даними перепису 2001 року:
| Мова       | Чисельність, осіб | Доля     |
| ---------- | ----------------- | -------- |
| Українська | 1 886             | 95,88 %  |
| Російська  | 79                | 4,02 %   |
| Інше       | 2                 | 0,10 %   |
| Разом      | 1 967             | 100,00 % |

## Відомі люди
За роки Радянської влади за високі показники у виробництві сільськогосподарської продукції понад 150 жителів села отримали нагороди. Серед них Горбачова Тетяна Никифорівна — Герой Соціалістичної Праці, орден Леніна отримали Кулик Харитина Максимівна, Горбачова Тетяна Никифорівна, Филь Іван Васильович, Ганненко Марія Іванівна та Олійник Тетяна Федорівна.
Уродженцями села є Шабанов Василь Прокопович — Герой Радянського Союзу, Герасименко Василь Пилипович — радянський військовий діяч, генерал-лейтенант, перший і єдиний в історії міністр оборони УРСР 1944—1945 років.
Касименко Олександр Карпович (10 (23) червня 1905—1971) — доктор історичних наук, професор, був директор Інституту історії АН УРСР, удостоєний Державної премії СРСР за працю над багатотомною «Історія міст і сіл Української РСР».
Довженко Михайло Кирилович (1935—1993) генерал-майор авіації військово-повітряних сил СРСР. Пройшов шлях від лейтенанта до генерал-майора авіації, заступника командира об'єднання. Нагороджений орденом «Знак Пошани», багатьма медалями. Обирався депутатом Мурманської обласної Ради.
Соколовський Олексій Никанорович (13 (25) березня 1884—25.04.1959) — академік, доктор сільськогосподарських і геолого-мінералогічних наук, професор, заслужений діяч науки УРСР, автор понад 140 наукових праць. Нагороджений двома орденами Леніна, трьома орденами Трудового Червоного Прапора, орденом «Знак Пошани» та медалями.
Моложава Наталія Михайлівна (18 (31) серпня 1901—1989) — відмінник народної освіти, нагороджена орденом Трудового Червоного Прапора, депутат Верховної Ради УРСР двох скликань (1955, 1959 рр.) працювала директором Білицької середньої і Кустопільської семирічної школи.
Кравченко Микола Іванович (нар. 14.05.1947) — заслужений працівник культури України, директор Кіровоградської обласної державної філармонії, продюсер академічного театру музики, пісні і танцю «Зоряни» (Кіровоград).
Плішко Андрій Іларіонович (1906-21.06.1973). Пройшов шлях від зоотехніка радгоспу «Велика Буромка», голови Чорнобаївського райвиконкому до заступника начальника Головного управління тваринництва і птахівництва Міністерства сільського господарства УРСР, Заслужений зоотехнік УРСР (1966 р.).
У Великій Бурімці пройшли дитячі і юнацькі роки письменника Володимира Григоровича Рутківського, який народився 18 квітня 1937 року у селі Хрестителевому в сім'ї вчителів.
Закінчивши середню школу, вступив до Одеського політехнічного інституту. Пізніше вчився на літературних курсах при ветеранському інституті імені Горького в Москві. Пройшов трудовий шлях від апаратника на Одеському суперфосфатному заводі, до літпрацівника багатотиражної газети, кореспондента обласного радіо, редактора Одеського обласного телерадіокомітету.
Вірші на сторінках газет і журналів друкує з 1959 року. З асом сформувався дитячий письменник — поет, казкар, прозаїк. Окремими виданнями вийшло більше п'ятнадцяти його збірок. Деякі твори В. Г. Рутківського виходили в перекладах на болгарську, угорську, чеську та інші мови. Член національної Спілки письменників України. У Спілці письменників СРСР перебував з 1969 року.
А 9 лютого з Києва надійшла радісна новина: лауреатом Національної премії України імені Тараса Шевченка за 2011 рік став земляк чорнобаївців Володимир Григорович Рутківський. Він здобув перемогу у номінації «література» за історичну трилогію для дітей «Джури» (романи «Джури козака Швайки», «Джури-характерники», «Джури і підводний човен», які вийшли у світ у 2007 −2010 роках.).
В селі неодноразово бував у першій половині XIX століття Дмитро Максимович Княжевич (25 квітня (6 травня) 1788—2 (13) січня 1844) — освітній діяч, один із засновників і перший президент Одеського товариства історії та старожитностей, яке розпочало свою діяльність у березні 1839 р. й мало метою досліджувати історичні пам'ятки краю. Надавав допомогу в проведенні археологічних досліджень. Можливо з цією метою він і бував у Великій Бурімці, де помер та похований.

## Пам'ятники
На честь загиблим односельчанам у роки Другої світової війни у центрі встановлено обеліск Слави, є братська могила, у якій поховано 23 солдати та 3 жителі села (Чемеринська Софія Самійлівна зі своїми дітьми Аллою та Володимиром). Біля школи встановлено пам'ятник партизанам-парашутистам і десантникам Кирпичову та Столяренку. У будинку культури є музейна кімната.